# 1853 год в литературе

## Книги
- «Анж Питу» (Ange Pitou) — роман Александра Дюма-отца.
- «Бедность не порок» — пьеса Александра Островского.
- «Городок» — роман Шарлотты Бронте.
- «Крэнфорд» — роман Элизабет Гаскелл.
- «Пахарь» — рассказ Дмитрия Григоровича.
- «Рыбаки» — роман Дмитрия Григоровича.
- «Тэнглвудские рассказы» (Tanglewood Tales) — книга Натаниела Готорна.
- «Набег» — рассказ Льва Толстого
- «Святочная Ночь» — рассказ Льва Толстого

## Родились
- 28 января — Владимир Сергеевич Соловьёв, выдающийся русский философ, поэт, публицист, литературный критик (умер в 1900).
- 27 июля — Владимир Галактионович Короленко, русский писатель (умер в 1921).

## Умерли
- 2 февраля — Карл-Август Шиммер, австрийский писатель (родился в 1800).
- 28 апреля — Людвиг Тик (Johann Ludwig Tieck), немецкий писатель (родился в 1773).
- 4 июня — Павел Александрович Катенин, русский поэт, драматург, литературный критик, переводчик, театральный деятель (родился в 1792).
- 6 августа — Мэри Коллинг, британская поэтесса (род. в 1804).
- 14 сентября — Фёдор Фёдорович Корф, барон, русский прозаик, драматург, журналист (родился в 1803).